# 動畫秘密花園
《動畫秘密花園》（日語：アニメひみつの花園）是在NHK綜合頻道所播映的日本電視動畫作品，改編自英國作家法蘭西絲·霍森·柏納特的作品《秘密花園》（The Secret Garden），自1991年4月19日播至次年1992年3月27日，全39話。

## 原作概要
- 法蘭西絲·霍森·柏納特的代表作有三本：《小公主莎拉》、《小公子西迪》和《秘密花園》，三本都在日本被改編成電視動畫；不過，《秘密花園》不是日本動畫公司改編的（改編者是學習研究社），並不屬於《世界名作劇場》的作品。
- 1991年，學習研究社以大島香翻譯出版的《秘密花園 修訂新版》（ISBN 4-05-105660-0）作為底本。

## 故事概要
父母親突然的過世，而變得孤獨一人的少女瑪麗被姑丈阿齊博爾德領養而帶到克萊文家的宅邸。在那裡有被牆壁包圍起來的庭園，但那裡被告知是被禁止進入了，可是受不了誘惑的瑪麗興起了很想進去的好奇心。在那之後卻好不容易在一隻紅色知更鳥的幫助下，讓她找到禁止進入的庭園入口鑰匙。她打開門進去後發現那裡一片荒蕪，但這卻讓她打算復甦阿齊博爾德過世的妻子（瑪麗的姑姑）生前所照顧過而現在被荒廢的秘密花園。在她開始努力不久後，她遇見關閉心靈、對什麼事情都自暴自棄的阿齊博爾德的兒子柯林，瑪麗她開始用她的真心治癒住在宅邸裡的人們的心。

## 登場人物

### 主要登場人物
瑪麗·倫諾克斯（Mary Lennox，配音員：（日本）富永美衣奈、（台灣）許淑嬪、（香港）林元春）
本故事的主角（台灣譯為美亞麗）。在英屬印度出生成長，年齡9歲，生日是1月6日的摩羯座。她在嬌生慣養下長大，因此有著任性的個性，不會一個人換衣服。但是在來到濕地後變得很健康，自己的事情也會自己做，做事也變得很積極。但她很討厭梅德洛克夫人，覺得梅德洛克夫人什麼都要管。
狄康·索爾比（Dickon Sowerby，配音員：（日本）田中真弓、（台灣）王華怡）
米賽爾斯威特莊園的牧童少年（台灣譯為狄肯），瑪莎的弟弟，索爾比家的次男。他和瑪麗成為朋友。對濕地的動植物非常熟悉。只要是濕地的人，沒有他不知道的。他常常和瑪麗一起做一些瘋狂的事情，和柯林一樣喜歡瑪麗。
柯林·克萊文（Colin Craven，配音員：（日本）高山南、（台灣）馮友薇）
阿齊博爾德和莉莉亞絲的獨生子，年齡9歲，他是瑪麗的表弟的少年。因為生病而不能走路，只能在宅邸的裡面房間中過著孤獨的生活。但是後來瑪麗知道有他而改變了他，讓他變得很開朗，體力也變好，讓他有想到外面看看庭園裡面的花的想法，然而在瑪麗和狄康的幫助下，最後他終於能夠走路了。

### 克萊文家的人物
阿齊博爾德·克萊文（Archibald Craven，配音員：（日本）阪脩）
米賽爾斯威特莊園的領主，柯林的父親，也是瑪麗的姑丈。愛稱：阿齊（Archie）。因為事業的關係，會在倫敦與米賽爾斯威特莊園往返生活。因為莉莉亞絲的死給他很大的震撼，為了不再進入「秘密花園」便把鑰匙給埋藏在地下。很怕看到柯林，因為柯林和莉莉亞絲長得很像，怕看了會讓他難過，但最後接受了柯林。
莉莉亞絲·倫諾克斯·克萊文（Lilias Lennox Craven，配音員：（日本）三幣香代）
阿齊博爾德的妻子，柯林的母親，也瑪麗的姑姑（瑪麗父親的姊姊）。15年前她在曾經幫助過卡蜜拉的生母，然而在10年前她在秘密花園的樹上要摘玫瑰時，不小心摔成重傷，當晚生下柯林後，不久就死了，她也曾和霍金斯討論過莊園裡債務的事情。
梅德洛克夫人（Mrs. Medlock，配音員：（日本）太田淑子）
克萊文宅邸的女傭長。擔任監督瑪麗的事物，因為瑪麗任性又不聽話，讓她很討厭那個工作，很怕瑪麗的貓佩蒂，她和蘇珊是好朋友。
瑪莎·菲比·索爾比（Martha Phoebe Sowerby，配音員：（日本）坂本千夏）
在克萊文宅邸工作的女傭，瑪麗的傭人，也是狄康的姊姊，索爾比家的長女。
皮契爾（Pitcher，配音員：（日本）立木文彥）
克萊文宅邸的管家，常常和阿齊博爾德一起到倫敦去辦事情，但在其後發生宅邸變故的事情，他不能接受克萊文家以外的人接收宅邸，不然他要離開。
班·威瑟斯塔夫（Ben Weatherstaff，配音員：（日本）宮川洋一）
克萊文宅邸的老園丁，負責照顧宅邸內的庭園。一開始他與瑪麗很像，有著難相處的個性，但後來與瑪麗成為好朋友。
海倫·麥考伊（Helen McCoy，配音員：（日本）勝生真沙子）
瑪麗的家庭教師，因為梅德洛克夫人對她說瑪麗是不懂禮貌的鄉下姑娘，因此初次對瑪麗授課時，取笑瑪麗不懂詩文，並對瑪麗說「詩是文學的寶石，英國的詩是文學的閃耀鑽石」這樣驕傲的話來。
因為瑪麗上課不聽話，她差點就要辭職不做了。在復活節的時候會回約克的娘家去度假，而後來看到瑪麗變得乖巧，又很懂得照顧柯林而成長，正打算要辭職時，她美國的未婚夫寄信來，告訴她他要回來，促使她辭職回約克去結婚。
山姆（Sam，配音員：（日本）佐藤政道）
克萊文宅邸的馬車夫，平時除了照顧馬外，還幫忙照顧瑪麗的貓佩蒂。有一次不小心用耙子傷到佩蒂讓瑪麗聽了很生氣，但後來佩蒂救了要從屋頂掉下來的他一命。
湯姆（Tom，配音員：（日本）中嶋聰彥）
克萊文宅邸的傭人。有懼高症，對於高處的事情都會請山姆幫忙，有一次不小心在砍柴打到佩蒂讓瑪麗聽了很生氣。
漢娜（Hannah，配音員：（日本）高乃麗）
克萊文宅邸的女傭。主要是擔任料理方面的工作。處理瑪麗和柯林的餐點，還有佩蒂的飼料都是她處裡的。
娜塔莉（Natalie，配音員：（日本）中澤綠）
柯林的專屬護士。與瑪莎一起共同照顧柯林的生活起居。
園丁A（GardenerA，配音員：（日本）松尾貴司）
克萊文宅邸的其中一個園丁。
園丁B（GardenerB，配音員：（日本）真殿光昭）
克萊文宅邸的其中一個園丁。

### 狄康和瑪莎的家人
伊麗莎白·索爾比（Elizabeth Sowerby，配音員：（日本）平松晶子）
索爾比家的次女，年齡11歲。她會幫忙家務像是縫衣物。
珍·索爾比（Jane Sowerby，配音員：（日本）淵崎有里子）
索爾比家的三女，年齡9歲。她和瑪麗同歲，已經會幫忙家裡做料理方面的事物，在瑪麗住在她家時，教了瑪麗很多食物的作法。
雪莉·索爾比（Shirley Sowerby）
索爾比家的四女，年齡8歲。她會幫忙家務像是用熨斗燙衣物。
安妮·索爾比（Anne Sowerby，配音員：（日本）坂本千夏）
索爾比家的五女，年齡4歲。她和鮑伯一樣喜歡瑪麗的貓佩蒂。
克莉絲·索爾比（Chris Sowerby）
索爾比家的六女，年齡是個0歲的寶寶。
麥可·索爾比（Michael Sowerby）
索爾比家的長男，目前在倫敦工作。
傑基·索爾比（Jackie Sowerby，配音員：（日本）金井美香）
索爾比家的三男，三胞胎之一，年齡5歲。三人常常一起行動，也常常湊合瑪麗和狄康兩人。
詹姆斯·索爾比（James Sowerby，配音員：（日本）金井美香）
索爾比家的四男，三胞胎之一，年齡5歲。三人常常一起行動，也常常湊合瑪麗和狄康兩人。
菲利浦·索爾比（Philip Sowerby，配音員：（日本）金井美香）
索爾比家的五男，三胞胎之一，年齡5歲。愛稱：菲爾（Phil）。三人常常一起行動，也常常湊合瑪麗和狄康兩人。
鮑伯·索爾比（Bob Sowerby，配音員：（日本）平松晶子）
索爾比家的六男，年齡2歲。他和安妮一樣喜歡瑪麗的貓佩蒂。
愛德華·索爾比（Edward Sowerby，配音員：（日本）西村知道）
蘇珊的丈夫，也是狄康、瑪莎等12個孩子的父親。他是村子裡的鐵匠，瑪麗第一次見到他時，因生病而臥病在床。
蘇珊·索爾比（Susan Sowerby，配音員：（日本）青木和代）
愛德華的妻子，也是狄康、瑪莎等12個孩子的母親。她在過去曾經在克萊文宅邸做過女傭的工作，對瑪麗有好感，要瑪莎把跳繩送給瑪麗來玩，也歡迎瑪麗來她家玩。

### 其他登場人物
吉姆（Jim，配音員：（日本）高乃麗）
第1話在從印度到英國倫敦的船上，捉弄瑪麗的男孩，班尼的哥哥，士官夫人的長男。
班尼（Banny，配音員：（日本）龜井芳子）
第1話在從印度到英國倫敦的船上，捉弄瑪麗的男孩，吉姆的弟弟，士官夫人的次男。
士官夫人（Officer's Wife，配音員：（日本）瀧澤久美子）
吉姆和班尼的母親，去英國順便把失去雙親的瑪麗帶給在倫敦接應的梅德洛克夫人。
男（Man，配音員：（日本）鹿島灘之）
瑪麗在倫敦遇見的印度人，她曾經救過瑪麗的貓佩蒂，在那之後瑪麗和狄康來到倫敦後，瑪麗又再次與他相見了。在瑪麗他們要被騙子給騙走前，他幫助了他們，還告訴他們霍金斯的住處。
卡蜜拉（Camilla，配音員：（日本）平野文）
住在濕地的吉普賽女性，年齡25歲，10歲時喪母，被莉莉亞絲夫人收為照顧，並成為夫人的專屬女傭，但因為夫人的死讓她被阿齊博爾德給趕出宅邸。她擅長用撲克牌占卜，而村子裡的人都很避諱她，認為她是魔女用巫術把莉莉亞絲夫人給害死的，後來蘇珊阻止想要殺死卡蜜拉的隊伍，而說出莉莉亞絲夫人死的真相，並還她清白。
她聽聞了10年前離開她的戀人麥克斯從國外回到倫敦的消息，並其後在濕地與麥克斯重逢，她改變了麥克斯想要奪取克萊文宅邸的事情，並且要和麥克斯結婚了。
神父（Father，配音員：（日本）納谷六朗）
教會的神父，因為瑪麗的貓和狄康的老鼠在做禮拜時造成大騷動，讓他們兩個被他斥責了。
露絲（Ruth，配音員：（日本）片岡富枝）
帶鴨子的中年女性，因為受傷而被卡蜜拉幫助過，但後來參加了要殺死卡蜜拉的隊伍。
亨利·克萊文（Henry Craven，配音員：（日本）納谷六朗）
在村子裡開診所的窮醫生。他和阿齊博爾德·克萊文是堂兄弟，時常被梅德洛克夫人叫來宅邸看柯林的病。
比利（Billy，配音員：（日本）中田讓治）
米賽爾斯威特莊園的非法狩獵者。非法狩獵者的事情被阿齊博爾德發現了，不過被瑪麗和狄康給幫助，讓他沒有遭殃。他有個在約克患了嚴重風濕的母親。之後瑪麗和狄康到倫敦去搭火車的路上，再次與他相見，又一起幫了他一次。
傑克森（Mr. Jackson）
法蘭克的父親。
法蘭克·傑克森（Frank Jackson）
傑克森的兒子，婚禮中的新郎，邀請克萊文家的瑪麗小姐一起拍照。
約瑟夫（Joseph，配音員：（日本）梁田清之）
拿著鋤頭的中年男性，帶頭的村人，認為霍亂是卡蜜拉的巫術造成的，是想要殺了卡蜜拉的人。
倫諾克斯上尉（Captain Lennox）
瑪麗的父親，莉莉亞絲的弟弟，故事一開始時已和妻子因霍亂而過世了，只出現在瑪麗的回憶裡，以留著鬍子穿軍服的樣子出現。
倫諾克斯夫人（Mrs. Lennox）
瑪麗的母親，以前她和瑪麗的姑姑莉莉亞絲還有卡蜜拉三個人曾經在克萊文宅邸很快樂的一起生活，但因為丈夫要到印度工作，她不得不離開英國，到印度去，在那裡的社交圈周旋。故事一開始時已和丈夫因霍亂而過世了。
阿雅安（Ayaan）
瑪麗在印度時照顧瑪麗生活起居的女傭。
約翰（John，配音員：（日本）野本禮三）
拉著獵犬們的中年男性，陪著李奇蒙勳爵來狩獵。
李奇蒙勳爵（Lord Richmond，配音員：（日本）堀勝之祐）
狩獵動物的勳爵，因為瑪麗把動物給藏起來，害他一隻也沒獵到。
安妮·李奇蒙（Anne Richmond，配音員：（日本）橫尾麻里）
圍著狐狸圍巾的李奇蒙勳爵的夫人，因為瑪麗把動物藏起來讓他們沒獵到，讓她非常恨死了瑪麗這個小姑娘。
麥克斯·霍金斯（Max Hawkins，配音員：（日本）大塚明夫）
接管克萊文宅邸的米賽爾斯威特莊園的債主，11年前在克萊文宅邸工作過，但因為卡蜜拉被阿齊博爾德趕走，事後做事遭到阿齊博爾德的刁難，讓他氣得離開宅邸，誓言回來後要向阿齊博爾德報復。他同時也是卡蜜拉的戀人，他後來在濕地與卡蜜拉重逢，而卡蜜拉改變了原本想要奪取克萊文宅邸的他，讓他找回以前的真心，而終於可以和卡蜜拉結婚了。
旁白（Narration，配音員：（日本）宗形智子）
本故事的解說員。擔任解說故事的部分。

### 登場的動物們
佩蒂（Patty，配音員：（日本）高山南）
瑪麗從印度帶來的粉紅色的寵物貓。
知更鳥（Robin）
班養的紅色知更鳥，是牠讓瑪麗發現「秘密花園」的鑰匙的。
狄克（Dick）
狄康照顧的雜色白馬，後交給瑪麗來騎。
上尉（Captain）
狄康養的一隻中了捕獸夾的黃褐色狐狸，狄康想要把牠給柯林看。
蘇特（Suit）
狄康養的紫色烏鴉。
葛利（Grie）
狄康照顧的棉羊，瑪麗想要把牠給柯林看。
瑞克（Rick）
狄康養的灰色松鼠，瑪麗想要把牠給柯林看。
馬丁（Martin）
狄康養的豬，狄康想要把牠給柯林看。

## 主題歌、印象歌
| 類別                                                             | 歌曲               | 話數          | 作詞     | 作曲       | 編曲     | 歌手                                   |
| ---------------------------------------------------------------- | ------------------ | ------------- | -------- | ---------- | -------- | -------------------------------------- |
| 片頭曲                                                           | 「逆轉颱風」       | 第1話~第39話  | 及川眠子 | 松本俊明   | 鷺巢詩郎 | 早坂好惠                               |
| 片尾曲                                                           | 「別因失敗而氣餒」 | 第1話~第39話  | 及川眠子 | 松本俊明   | 鷺巢詩郎 | 早坂好惠                               |
| 香港區片頭曲                                                     | 「神秘的花園」     | 第1話~第39話  | 潘偉源   | 王雙駿     | ？       | 何詠琳／蔣卓樂 流行南方粵語兒歌大匯：3 |
| 這印象歌是在每話預告結束後，使用來介紹英國的風景映像時播出的歌。 |                    |               |          |            |          |                                        |
| 印象歌1                                                          | 「想遇見你」       | 第2話~第8話   | 秋元康   | 鶴久政治   | 瀨尾一三 | 政治                                   |
| 印象歌2                                                          | 「回憶滿滿」       | 第9話~第16話  | 高橋研   | 高橋研     | 高橋研   | 加藤泉                                 |
| 印象歌3                                                          | 「華爾滋」         | 第17話~第24話 | 田口祐司 | 松岡基樹   | BL.WALTZ | BL.WALTZ                               |
| 印象歌4                                                          | 「大家都在愛誰」   | 第25話~第32話 | 羽野晶紀 | 關口誠人   | 井上鑑   | 羽野晶紀                               |
| 印象歌5                                                          | 「沒問題」         | 第33話~第38話 | 田口俊   | 山口未央子 | 龜田誠治 | 堀川早苗                               |

## 標題播映表
| 話數 | 副標題                 | 播映日         | 腳本       | 分鏡       | 演出     | 作畫監督           |
| ---- | ---------------------- | -------------- | ---------- | ---------- | -------- | ------------------ |
| 1    | 個性乖戾的瑪麗         | 1991年4月19日  | 久貴千彩子 | 上田茂     | 上田茂   | 宇都木勇           |
| 2    | 我討厭這裡！           | 1991年4月26日  | 梅野薰     | 則座誠     | 則座誠   | 松下佳弘           |
| 3    | 誰在哭泣               | 1991年5月10日  | 西村孝史   | 南波千浪   | 南波千浪 | 村中博美           |
| 4    | 圍欄的對面有什麼       | 1991年5月17日  | 梅野薰     | 上田茂     | 上田茂   | 兵頭敬             |
| 5    | 如果真的變了要怎麼辦？ | 1991年5月24日  | 梅野薰     | 則座誠     | 則座誠   | 宇都木勇           |
| 6    | 為什麼不告訴我         | 1991年5月31日  | 久貴千彩子 | 牛草健     | 牛草健   | 松下佳弘           |
| 7    | 卡蜜拉的預言           | 1991年6月14日  | 久貴千彩子 | 南波千浪   | 南波千浪 | 村中博美           |
| 8    | 向星星許願···          | 1991年6月21日  | 西村孝史   | 則座誠     | 則座誠   | 窪秀己             |
| 9    | 從未打開的門扉         | 1991年7月5日   | 梅野薰     | 小華和為雄 | 岡田聰   | 兵頭敬             |
| 10   | 請稍微給我地面         | 1991年7月12日  | 梅野薰     | 南波千浪   | 南波千浪 | 宇都木勇           |
| 11   | 難道又是謊言           | 1991年7月19日  | 梅野薰     | 牛草健     | 牛草健   | 窪秀己             |
| 12   | 難道是要我回去         | 1991年7月26日  | 西村孝史   | 小華和為雄 | 岡田聰   | 村中博美           |
| 13   | 不把算回去了嗎         | 1991年8月2日   | 西村孝史   | 南波千浪   | 南波千浪 | 宇都木勇           |
| 14   | 庭園遭竊               | 1991年9月6日   | 西村孝史   | 上田茂     | 窪秀己   | 窪秀己             |
| 15   | 不是夢的話該有多好     | 1991年9月13日  | 西村孝史   | 窪秀己     | 牛草健   | 村中博美           |
| 16   | 宅邸的領主             | 1991年9月20日  | 梅野薰     | 吉田俊司   | 吉田俊司 | 兵頭敬             |
| 17   | 我非常的忙碌           | 1991年9月27日  | 西村孝史   | 鹿島典夫   | 林正實   | 高岡希一           |
| 18   | 特別來告訴了你         | 1991年10月4日  | 西村孝史   | 上田茂     | 上田茂   | 宇都木勇           |
| 19   | 犯人是亨利醫生？       | 1991年10月11日 | 西村孝史   | 林正實     | 林正實   | 高岡希一           |
| 20   | 動物們來了             | 1991年10月18日 | 西村孝史   | 太田博光   | 岡田聰   | 村中博美、宇都木勇 |
| 21   | 不睡覺只為了等待       | 1991年10月25日 | 久貴千彩子 | 吉田俊司   | 吉田俊司 | 兵頭敬             |
| 22   | 到庭園去吧！           | 1991年11月1日  | 久貴千彩子 | 小華和為雄 | 林正實   | 高岡希一           |
| 23   | 特別來的順利           | 1991年11月8日  | 久貴千彩子 | 南波千浪   | 南波千浪 | 村中博美、宇都木勇 |
| 24   | 聽得見了，來自壁爐     | 1991年11月15日 | 梅野薰     | 小華和為雄 | 林正實   | 高岡希一           |
| 25   | 我把信吃掉了           | 1991年11月22日 | 梅野薰     | 吉田俊司   | 吉田俊司 | 宇都木勇           |
| 26   | 任性的柯林             | 1991年11月29日 | 小林悅子   | 上田茂     | 上田茂   | 村中博美、宇都木勇 |
| 27   | 暴風雨真的來了         | 1991年12月20日 | 梅野薰     | 小華和為雄 | 岡田聰   | 宇都木勇           |
| 28   | 為什麼不救我呢！       | 1992年1月10日  | 梅野薰     | 吉田俊司   | 吉田俊司 | 兵頭敬             |
| 29   | 為什麼卡蜜拉是魔女呢？ | 1992年1月17日  | 久貴千彩子 | 南波千浪   | 南波千浪 | 宇都木勇、村中博美 |
| 30   | 必須讓大家逃走         | 1992年1月24日  | 梅野薰     | 上田茂     | 林正實   | 高岡希一           |
| 31   | 想與你兩人在一起       | 1992年1月31日  | 梅野薰     | 澤木優子   | 岡田聰   | 保田康治           |
| 32   | 嫉妒是什麼？           | 1992年2月7日   | 西村孝史   | 吉田俊司   | 吉田俊司 | 村中博美           |
| 33   | 狄康，可以原諒我嗎？   | 1992年2月14日  | 西村孝史   | 南波千浪   | 南波千浪 | 宇都木勇           |
| 34   | 不吉利的預言           | 1992年2月21日  | 梅野薰     | 上田茂     | 林正實   | 高岡希一           |
| 35   | 到倫敦去               | 1992年2月28日  | 梅野薰     | 真野玲     | 藤谷和宏 | 古田詔治           |
| 36   | 倫敦是這麼的寬廣呢？   | 1992年3月6日   | 梅野薰     | 小華和為雄 | 岡田聰   | 鈴木大司           |
| 37   | 霍金斯在哪裡？         | 1992年3月13日  | 梅野薰     | 上田茂     | 上田茂   | 村中博美、兵頭敬   |
| 38   | 秘密花園再見了         | 1992年3月20日  | 梅野薰     | 南波千浪   | 南波千浪 | 宇都木勇           |
| 39   | 魔法                   | 1992年3月27日  | 梅野薰     | 小華和為雄 | 吉田俊司 | 鈴木大司           |

## 媒體展開
- 2006年3月，Geneon Entertainment（現NBC環球娛樂）發售了其DVD-BOX。

## 外部連結
- 互联网电影数据库（IMDb）上《動畫秘密花園》的资料（英文）